# Páni z Říčan
Páni z Říčan byli starý český panský rod, který se psal podle hradu a města Říčany. V transkripci jejich jména se objevují tvary  ,Ritschan, Rziczan Ržitschan a Kavka.

## Historie
Prvním předkem se stal Petr ze Všechrom, jeho synové stáli na straně krále Přemysla Otakara II. Okolo roku 1260 založili říčanský hrad.
- Nejvyšší zemský soudce Oldřich se na počátku 14. století píše jako pán z Říčan. V polovině 14. století se rod rozrostl do několika linií a řady větví[2]. Patřily jim kromě Říčan také panství Průhonice a další statky. Na konci 14. století se rodina rozvětvila na pět hlavních linií: říčanskou, ledeckou, hrádeckou a kosohorskou, malotickou, zásmuckou, do které patřil Karel, který vlastnil Předslav a Otěšice a měl nejméně šest synů. a větev cehnickou. Získali i Hořovice, Švihov, Štěkeň a Humpolec. Působili v úřadech krajských a zemských soudců či hejtmanů.

- Adam z Říčan se stal hejtmanem kouřimského kraje i hejtmanem Starého Města pražského.

- Jan Litvin, syn humanisty Václava z Říčan († 1596, jeho manželkou byla Salomena rozená z Talmberka, která zemřela 1. ledna 1597)[3], patřil mezi účastníky druhé pražské defenestrace.

- Pavel Kavka z Říčan († po 1627) patřil mezi stavovské direktory, byl správcem české komory, po porážce stavovského povstání jej odsoudili k smrti, tento trest svou výmluvností před exekuční komisí dokázal změnit v doživotní vězení na hradě Zbiroh. Propustili jej v roce 1627, avšak zanedlouho zemřel.

- Jan Kryštof Kavka z Říčan († 1643/1645), který koupil panství Staré Sedliště a Jan Vilém Kavka († 1650) byli posledními mužskými členy této rodové větve.

- Cehnicové z Říčan se počátkem 16. století rozdělili do dvou větví. V 17. a 18. století zastávali ve středních Čechách různé politické funkce.[4]

- Karel Adam baron z Říčan dal roku 1681 vsadit mramorovou pamětní desku pod sousoší Kalvárie na Karlově mostě.

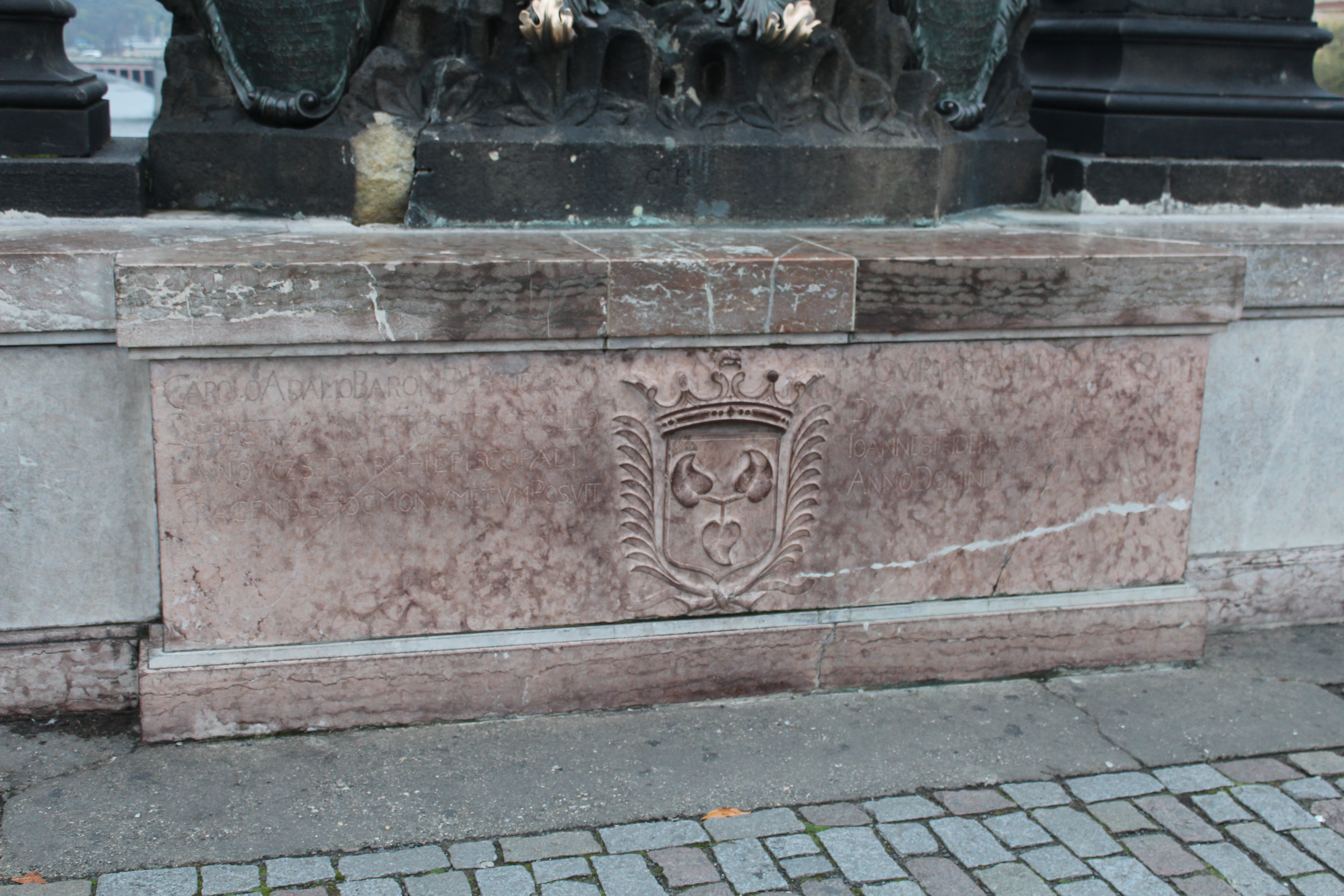
Erb s dedikací Karla Adama z Říčan pod sousoším Kalvárie na Karlově mostě

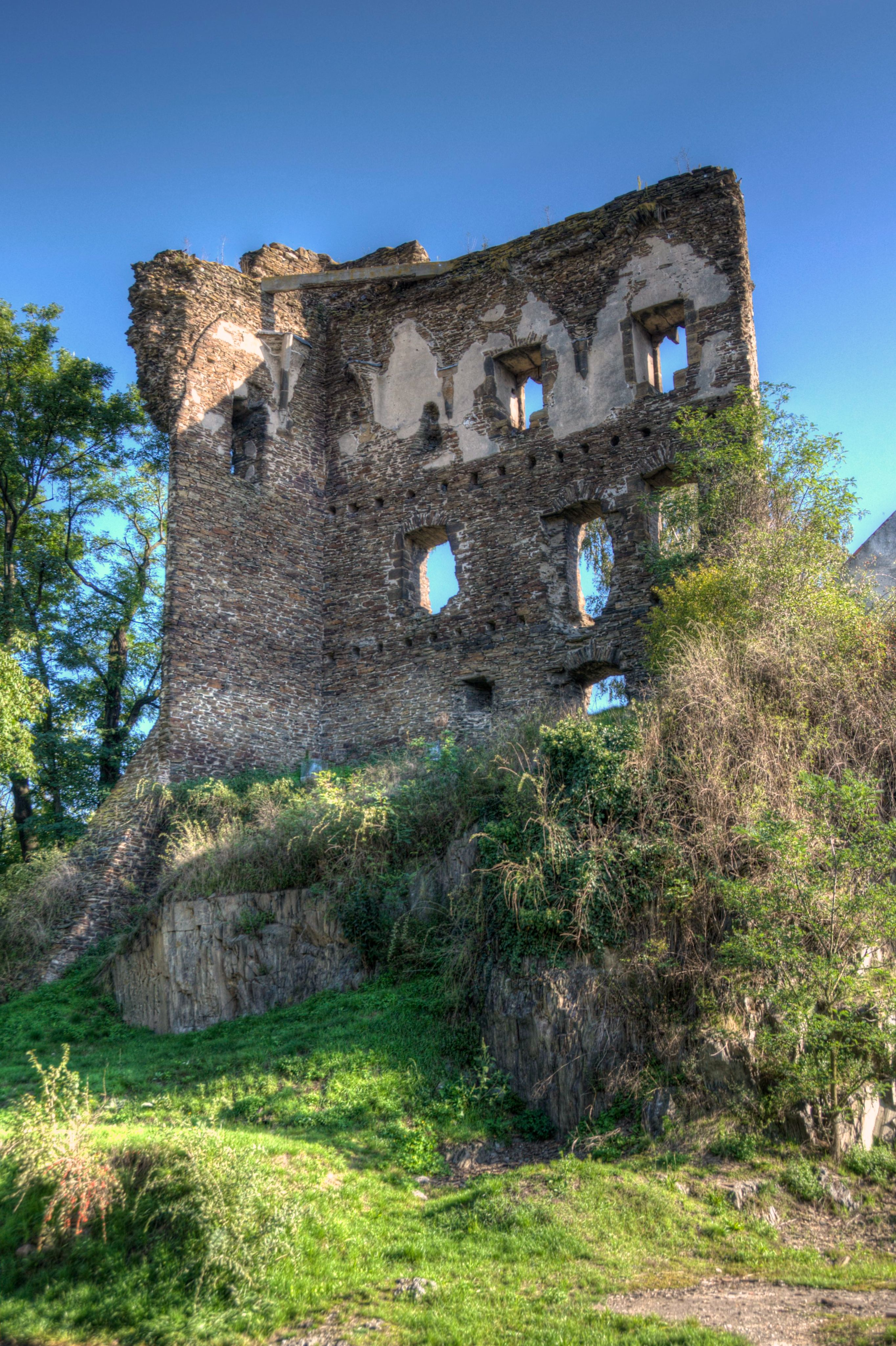
Zbytky říčanského hradu ze 13. století

Od začátku 19. století je rod (v odborné literatuře) považován za vymřelý. Neuvádí jej proto ani oficiální Almanach českých šlechtických rodů, registrující příslušníky žijících potomků někdejší aristokracie.

## Erb
V červeném štítě měli tři stříbrné leknínové listy spojené stonky uprostřed - tzv. leknínový trojlist, zkráceně lekno. Totéž znamení bylo na křídlech klenotu přilby.

## Příbuzenstvo
Spojili se s Valdštejny, Smiřickými ze Smiřic, Dvořeckými z Olbramovic, Lobkovici, Černíny, Kaplíři ze Sulevic, Chřínovci či pány z Roupova.